# Gebelkofen
Gebelkofen ist ein Kirchdorf und Gemeindeteil der Gemeinde Obertraubling im Landkreis Regensburg in Bayern mit 746 Einwohnern (Stand: 31. Dezember 2011).

## Geschichte
Gebelkofen wurde 1212 erstmals erwähnt. 1608 wurde das Dorf aus der Pfarrei Obertraubling gelöst und als Filiale der Pfarrei Wolkering zugewiesen. Im Dreißigjährigen Krieg wurde Gebelkofen stark zerstört.
Am 1. Januar 1972 wurde die bis dahin selbstständige Gemeinde Gebelkofen nach Obertraubling eingemeindet.

## Bauwerke
- Wasserschloss Gebelkofen: Das Wasserschloss mit vier Flügeln wurde von den Herren von Gebelkofen erbaut. Das Schloss wurde 1200 erstmals erwähnt. Später kam es in den Besitz der Lerchenfelder. Im 17. Jahrhundert wurde das Schloss zerstört und 1750 neu aufgebaut. In den 1990er Jahren wurde das Schloss saniert.
- Katholische Kirche Sankt Johannes

## Freiwillige Feuerwehr Gebelkofen
Die Freiwillige Feuerwehr Gebelkofen ist für den abwehrenden Brandschutz und die allgemeine Hilfe im Ort und darüber hinaus zuständig. Sie wurde 1865 gegründet und ist damit die drittälteste der 176 Feuerwehren im Landkreis Regensburg. Sie wurde als eine der ersten im damaligen königlichen Bezirksamt Regensburg von 16 Männern ins Leben gerufen. Heute ist die Feuerwehr geschult und nimmt an internationalen und überregionalen Wettkämpfen teil.